# Conan, il ragazzo del futuro (romanzo)
Conan, il ragazzo del futuro (The Incredible Tide, 1970, traduzione letterale "L'incredibile marea") è un romanzo per ragazzi di fantascienza post apocalittica di Alexander Key. Da esso il mangaka, animatore e regista Hayao Miyazaki ha tratto liberamente la sua prima lunga serie anime Conan il ragazzo del futuro (未来少年コナン Mirai shōnen Konan) del 1978.

## Trama
In un periodo di poco successivo alla terza guerra mondiale, ben poche sono le persone sopravvissute al disastro. Solo nell'isola di High Harbor gli abitanti hanno rinunciato ai pericoli di uno sviluppo sfrenato, tornando di fatto a un'epoca quasi preindustriale. Conan, un ragazzo sopravvissuto alla catastrofe che vive da anni solo su un isolotto deserto, è stato aiutato nei momenti più difficili da una "voce" ed ha forgiato il suo corpo vivendo come un selvaggio. Viene un giorno in contatto con una spedizione di ricerca proveniente da Industria, una città-stato abitata dalla maggior parte dei sopravvissuti ed organizzata in una futuristica e distopica società "illuminata". La voce suggerisce al ragazzo di unirsi a loro, e viene così condotto ad Industria. Qui Conan ritrova Briac Roa, da lui conosciuto come "il Maestro", un grande scienziato dotato di poteri telepatici, che si nasconde sull'isola sotto le mentite spoglie del burbero Patch. La storia si sviluppa quindi in un intreccio che lega l'isola di High Harbor, Industria e la lotta dello scienziato e di Conan per raggiungere Lanna, nipote di Briac Roa ed amica d'infanzia di Conan, anch'essa dotata di potenti poteri telepatici, ad High Harbor per compiere il proprio destino.

## Edizioni
- Alexander Key, The Incredible Tide, Westminster Press, 1970,  pp. 159 pp..
- Alexander Key, Conan. Il ragazzo del futuro - The Incredible Tide, Kappa Edizioni, 1999, ISBN 8887497044
- Alexander Key, Conan. Il ragazzo del futuro, 2004, ISBN 887471050X
- Alexander Key, Conan Il ragazzo del futuro, Kappalab, 2016, ISBN 9788898002481